# Metro de Shaoxing
El metro de Shaoxing (chino: 绍兴轨道交通; pinyin: Shàoxīng Guǐdào Jiāotōng), también conocido como Shaoxing Rail Transit, es el sistema de metro de Shaoxing, provincia de Zhejiang, China.

## Líneas operativas

### Línea 1
La línea 1 comenzó a construirse en 2016. El tramo de Guniangqiao a China Textile City se inauguró el 28 de junio de 2021, y el tramo restante de China Textile City a Fangquan se abrirá en 2022. Un ramal desde Huangjiu Town hasta el Centro de Convenciones y Exposiciones también se inaugurará en 2022.

## En construcción

### Línea 2
La línea 2 está actualmente en construcción y se inaugurará en 2023.

## Desarrollo futuro
Está previsto que la red incluya seis líneas con una longitud total de unos 208 kilómetros para 2030